# Liste deutschsprachiger Zeitungen in Polen
Diese Liste enthält deutschsprachige Zeitungen und Zeitschriften, die in Polen erschienen oder erscheinen. In der Gegenwart ist dort nur noch das Wochenblatt in Oppeln feststellbar.

## Regionen

### Masowien und Kleinpolen
Masowien
(Die Region Masowien gehörte von 1793 bis 1807 und von 1815 bis 1918 zum Russischen Kaiserreich, vorher und danach zu Polen.) Dort erschienen fast keine deutschsprachigen Zeitungen.
- Lorenz Christoph Mizlers Warschauer Bibliothek, 1753–1755
- Königlich-Polnische Privilegirte Warschauer Zeitung, 1761–1762

Kleinpolen
Die Region Kleinpolen gehörte als Königreich Galizien von 1793 bis 1918 zur Habsburgermonarchie, vorher und danach zu Polen.
- Einkommende Ordinari und Postzeitungen, 1676, drei- bis fünfmal wöchentlich
- Krakauer Zeitung (1915–1918; 1939–1945), während der beiden Weltkriege
- Lodzer Zeitung (1863–1945)
- Neue Lodzer Zeitung (1902–1939)
- Lodzer Volks-Zeitung (1923–1939), dozialdemokratische Zeitung
- Der Volksfreund, Lodz

### Großpolen und Kujawien / Provinz Posen
Die historischen Territorien Großpolen und Kujawien waren als Provinz Posen (zuerst Südpreußen, dann Herzogtum Posen) von 1793 bis 1807 und von 1815 bis 1919 Teil des Königreichs Preußen und gehörten vorher und danach zu Polen.
- Bromberger Wochen-Blatt (1845–1920)
- Bromberger Tageblatt (1876–1944)
- Ostdeutsche Rundschau, Bromberg
- Ostdeutsche Presse, Bromberg
- Deutsche Rundschau in Polen, Bromberg, 1921–1939
- Gnesener Zeitung
- Gnesener Generalanzeiger
- Kujawischer Bote, dann Inowroclawer Zeitung, dann Hohensalzaer Zeitung, Inowrocław/Hohensalza (1874–1945)
- Krotoschiner Zeitung (1922–1932)
- Lissaer Tagblatt (1922–1934)
- Nakeler Zeitung (1896–1928)
- Posener Zeitung (1794–1815, 1848–1919), wichtigste Tageszeitung der Provinz Posen
- Posener Tagblatt (1862–1939)
- Posener Neueste Nachrichten (1899–1926)
- Deutsche Tageszeitung in Polen, Posen, 1934–1939
- Rawiczer Zeitung
- Schneidemühler Zeitung
- Schubiner Zeitung und Kreisblatt (1850–1920)
- Wirsitzer Kreisblatt (1845–1920)

### Westpreußen
Die Region Westpreußen gehörte von 1772/1793 bis 1919 zum Königreich Preußen, vorher und danach zu Polen.
- Briesener Zeitung, 1878–1937
- Culmer Bote, 1848–1938
- Culmseer Anzeiger, 1882–1921

- Danziger Zeitung, 1858–1930
- Westpreußisches Volksblatt, Danzig, 1873–1920
- Danziger Allgemeine Zeitung, 1878–1934
- Danziger Courier, 1882–1901
- Danziger Neueste Nachrichten, 1894–1944, 1908 auflagenstärkste Tageszeitung in Westpreußen

- Pommereller Tageblatt, dann Dirschauer Zeitung, 1850–1937
- Elbinger Zeitung
- Elbinger Neueste Nachrichten
- Der Gesellige, Graudenz, 1825–1945, verbreitete Tageszeitung

- Neue Konitzer Zeitung, 1881–1939
- Ohraer Zeitung, 1901
- Thorner Zeitung, 1867–1922
- Thorner Presse, dann Die Presse, 1883–1920

- Wandsburger Zeitung, 1911–1920
- Zoppoter Zeitung, 1894–?

## Chronologisch
Es werden nur einige wenige Zeitungen aufgeführ.

### 1630–1793
- Reichszeitung über Breßlaw auß mehrerley Orthen, Danzig, 1633–1637
- Newe Wochentliche Zeitung auß Breslaw und sonst ander(e)n Orten des Römischen Reichs, Danzig, 1645–1653
- Einkommende Ordinari und Postzeitungen, Krakau, 1676
- Lorenz Mizlers Warschauer Bibliothek, 1753–1755
- Königlich-Polnische Privilegierte Warschauer Zeitung, 1761–1762

### 1794–1917
- Posener Zeitung (1794–1815, 1848–1919)

- Der Gesellige (1826–1945)
- Bromberger Wochenblatt (1845–1920)
- Culmer Bote (1848–1938)
- Pommereller Tageblatt (1850–1937)
- Schubiner Zeitung und Kreisblatt (1850–1920)
- Posener Tagblatt (1862–1939)
- Lodzer Zeitung (1863–1945)
- Thorner Zeitung (1867–1922)
- Kattowitzer Zeitung (1869–1945)
- Kujawischer Bote (1874–1945)
- Bromberger Tageblatt (1876–1944)
- Briesener Zeitung (1878–1937)
- Neue Konitzer Zeitung (1881–1939)
- Der Wanderer im Riesengebirge (1881–1943)
- Thorner Presse (1883–1920)
- Posener Neueste Nachrichten (1899–1926)
- Posener Neueste Nachrichten (1899–1926)
- Neue Lodzer Zeitung (1902–1939)
- Der oberschlesische Kurier (1906–1945)

### 1918–1938
- Der Volksfreund (1918–1939)
- Volksstimme (1920–1930, 1935)
- Deutsche Rundschau in Polen (1921–1939)
- Lodzer Volks-Zeitung (1923–1939)

- Der Deutsche in Polen (1934–1939)
- Deutsche Tageszeitung in Polen (1934–1939)

### 1939–1944
- Oberschlesische Zeitung (1942–1945)

### Seit 1945
Die meisten deutschsprachigen Zeitschriften seit 1990 erschienen nur in kleinen Auflagen und größeren Abständen.
- Oberschlesische Stimme, 1989–?
- Masurische Storchenpost, Olsztyn, 1990–?
- Wochenblatt, Oppeln, seit 1991, einzige feststellbare bestehende deutschsprachige Zeitung in Polen
- Mitteilungsblatt der deutschen Minderheit im Bezirk Ermland und Masuren, Olsztyn, 1994–?
- Elbinger Zeitung, 1995–1996
- Thorner Bote, 1996–(2004?)
- Grünberger Monatsblatt, 2000–2012
- Allensteiner Nachrichten, 2003–?
- Polen-Rundschau, 2004–?